# Diaphania eurytornalis
Diaphania eurytornalis is een vlinder uit de familie van de grasmotten (Crambidae), uit de onderfamilie van de Spilomelinae. De wetenschappelijke naam van deze soort is voor het eerst voorgesteld als Glyphodes eurytornalis door George Francis Hampson in een publicatie uit 1912. De spanwijdte van het mannetje bedraagt 32 millimeter.
De soort komt voor op het hoofdeiland Grenada van Grenada en in Paraguay.
Sommige auteurs beschouwen deze soort als een synoniem van Diaphania lucidalis.